# Pays de l'Adour
Pour les articles homonymes, voir Pays de l'Adour (homonymie).
Le fleuve Adour prend sa source dans les Pyrénées occidentales (au sud) et rejoint vers l'ouest le golfe de Gascogne (océan Atlantique), au sud des Landes de Gascogne, en décrivant une courbe de 335 km. 
Les Pays de l'Adour (lous Païs d'Adoù(r) en gascon, dictionnaire de Simin Palay), territoires traversés par l'Adour et ses affluents, s’étendent ainsi depuis (au sud) les Pyrénées occidentales et leur piémont jusqu'à l'océan (à l'ouest) et à la limite (ligne de partage des eaux) entre bassin de l'Adour et bassin de la Garonne (au nord et à l'est). 
Objets d'études et de propositions de regroupement en une région, ils forment moins un échelon administratif qu'une région naturelle au sud-ouest de la France. 
Ils recouvrent plusieurs provinces historiques, reliées par le fleuve Adour ou ses affluents, dont le Pays basque français, le Béarn et la Bigorre, les pays de l'Adour landais, et sont par ailleurs mentionnés dans
le nom officiel de l'Université de Pau et des Pays de l'Adour. La documentation disponible permet de préciser les notions de Pays de l'Adour des points de vue géographique, historique, économique ou culturel.

Carte topographique des Pays de l'Adour, entre Garonne (et ses affluents), Atlantique et Pyrénées

## Etudes rétrospectives et prospectives
Les Pays de l'Adour, de tradition pays d'agriculture et d'élevage en majorité, ont connu une évolution considérable à partir des années 1950 : développement industriel d'une partie du Béarn notamment, tandis que l'agriculture se transformait considérablement. À l'échelle de cette région, naturelle mais non officielle, des divisions et obstacles administratifs freinent cependant la possibilité de synergies.

### «Abadies» médiévales des pays de l’Adour
Une « abbaye laïque » (abadia en ancien gascon, abadie en gascon graphie fébusienne) n'est pas liée à un ordre religieux ; ces établissements sont une particularité des pays de l’Adour du Moyen Âge. Elles étaient présentes à la fois dans les vallées de montagne et dans le piémont pyrénéen occidental du nord des Pyrénées, principalement le bassin intérieur de l'Adour (entre le fleuve et les Pyrénées), mais pas au-delà des pays de l'Adour.
« L'aire de présence des abbayes laïques : le bassin de l'Adour ».
Le principe de fondation était la création d'une paroisse par un seigneur, même petit, afin d'en prélever la dîme à la place des autorités religieuses, à charge pour lui d'entretenir une église. Il peut y avoir eu une ou deux, voire plus, abbayes laïques dans une commune actuelle. 
Abadie et ses dérivés (Dabadie, Labadie) sont parmi les patronymes les plus courants des pays de l’Adour.

### Les pays de l'Adour d’après la carte des Cassini
La géographie humaine des Pays de l'Adour au XVIIIe siècle a été étudiée en analysant les documents de la carte de Cassini (« qui comprend tous les lieux de la France », établie entre 1760 et 1780 pour la région). De vastes espaces sont encore couverts de bois (feuillus au sud) ou landes, mais les conifères sont nettement en retrait vers le nord, au-delà du pays de Seignanx (les plantations massives de pin datent du XIXe siècle). 
Un défrichement important est cependant entamé, surtout dans le nord et l'est du Béarn. 
L’habitat est groupé en gros villages avec des cultures homogènes dans les vallées des Gaves dont la plaine de Nay. Dans les régions de coteaux, au contraire, l'habitat est morcelé et les exploitations dispersées ; les parcelles de vigne apparaissent d’ailleurs sous-représentées sur la carte, notamment dans le Vic-Bilh, d’après l'information fournie par les terriers de villages.

### Les pays de l'Adour au XXe siècle
L’attention pour l'entité Pays de l'Adour a été notamment porté par le G.E.T.I.S., association créée en 1965 par des ingénieurs d'Elf Aquitaine (SNPA), qui a focalisé ses travaux sur cette région occidentale du piémont pyrénéen. Son but initial était d’apporter une information précise et de réaliser des études prospectives, en suggérant des orientations concrètes de développement pour la région. 
Le sigle G.E.T.I.S. signifiait d’abord « Groupe d'étude et d'information statistique des Basses-Pyrénées » (ancien nom, jusqu'en 1969, du département Pyrénées-Atlantiques), complété dès 1970 par un G.E.T.I.S. des Hautes-Pyrénées ; avec la prise en compte des départements des Landes et du Gers, en partie dans les Pays de l'Adour, le sigle devient « Groupe d'étude et d'initiative au service des Pays de l'Adour » en 1972.
Les études régionales menées ont concerné de nombreux sujets, notamment la démographie, les villes, le secteur tertiaire, la presse, les résultats des élections, la disparité des revenus, etc.
La proposition émerge de création d'une région Pays de l'Adour. Un manifeste « Brisons les fatalités », publié en 1972, indique la volonté de passer à une phase plus politique. L'analyse dérange : elle considère que les Pays de l'Adour sont traités par l'Etat et son appareil administratif centralisé, alors gestionnaire majeur de l’économie, comme des pays sous-développés. Mais aussi qu’ils se comportent comme tels, en raison du poids du passé et des apathies locales. Pour remettre en cause ces « fatalités », le G.E.T.I.S. propose une stratégie de développement de la région des Pays de l'Adour et œuvre pour que se développe une conscience régionale aturienne.
Un exemple de défaut du découpage administratif est la présence des agglomérations de Pau et de Tarbes, à peine distantes de 30 km, dans deux régions différentes : elles dépendent de métropoles régionales différentes, respectivement Bordeaux et Toulouse, situées chacune à 200 km.
« La ligne qui sépare les Pyrénées-Atlantiques des Hautes-Pyrénées n’est dessinée clairement que sur la carte » (Raymond Ritter, ancien président de l’Académie de Béarn) : la frontière administrative départementale (et régionale) n’est pas une frontière géographique, et plutôt le résultat de hasards de l'histoire.

## Organisation régionale

### Lois d’organisation des régions
Les « établissements publics régionaux » créés en 1972, sur une base géographique de groupes de départements français, deviennent en 1982 des régions avec statut de collectivités locales. 
Le périmètre de la majorité d'entre elles a été modifié au 1er janvier 2016, date d'entrée en vigueur de la loi votée en 2014 modifiant, par fusion, le nombre et la taille des régions.
Lors du débat précédant le vote de la loi, des opinions favorables à la fusion entre Aquitaine et Midi-Pyrénées s’étaient exprimé, en vain : l'Aquitaine a néanmoins été finalement fusionnée avec Limousin et Poitou-Charentes, tandis que Midi-Pyrénées l'a été avec Languedoc-Roussillon.
On observe le principe d’étendre les régions en rattachant tous les départements (des ex-régions) à une métropole régionale majeure : dans le Sud-Ouest, Bordeaux pour la Nouvelle-Aquitaine et Toulouse pour l'Occitanie (région administrative).

### Régions et départements
Les pays de l'Adour restent partagés entre deux régions : Aquitaine et Midi-Pyrénées avant 2016, Nouvelle-Aquitaine et Occitanie (région administrative) actuellement. 
Concernant les départements français, l'Adour et (ou) ses affluents traversent, en tout ou partie : 
- Les départements Pyrénées-Atlantiques et Landes en région Nouvelle-Aquitaine (actuellement, et région Aquitaine avant 2016).
- Les départements Hautes-Pyrénées et Gers en région Occitanie (région administrative) (actuellement, et région Midi-Pyrénées avant 2016).

### Projet(s) de région des Pays de l'Adour
L'espoir de création d’une région « Pays de l'Adour », à l’occasion de la création des « établissements publics régionaux » en 1972, ne s’était pas concrétisé. Après la création des régions françaises en 1982, une nouvelle proposition est déposée en 1994 pour une telle création, avec détachement de départements des régions Aquitaine et Midi-Pyrénées d'alors.
Michel Inchauspé, député des Pyrénées-Atlantiques, défend le 30 novembre 1994 un amendement, approuvé en commission, au projet de loi d’aménagement du territoire, portant sur la création d'une région Pyrénées-Adour, de capitale Pau, formée (avec scission des Pyrénées-Atlantiques) de trois départements : Pays-Basque-Adour, Béarn et Hautes-Pyrénées. 
Ses arguments : il s'agit de faciliter les coopérations transfrontalières avec l'Aragon, la Navarre et le Pays basque voisins espagnols, à l'exemple de l'Alsace avec ses voisins rhénans. Les chambres locales de commerce, des métiers et de l'agriculture sont favorables à cette création, l'opinion locale (consultée par sondage) également. Les deux régions existantes, Aquitaine et Midi-Pyrénées, parmi les plus grandes, restent de taille importante, tandis que la nouvelle région permet une autonomie de décisions pour y développer l'économie et l'emploi.
Les objections émises concernent le fait d'augmenter le nombre de collectivités territoriales, dont il est toujours délicat de modifier les délimitations, et appellent à plus de concertations préalables avec notamment le conseil général. M. Inchauspé est d'accord, et appelle même à un référendum auprès de la population.
Autre objection, pour M. André Labarrère (maire de Pau de mars 1971 à mai 2006, entre autres mandats) : la région envisagée serait petite, il appelle plutôt à réunir en une seule région l'Aquitaine (ancienne région), Midi-Pyrénées et une partie de Languedoc-Roussillon
L'amendement est rejeté. Dans un futur ultérieur (2015) ce seront Midi-Pyrénées et Languedoc-Roussillon qui seront fusionnées.
Les métropoles régionales Bordeaux et Toulouse, respectivement 4e et 5e aires urbaines de France, ne sont pas favorables à la création d’une région empiétant sur leur région respective.

## Hydrographie
Le bassin hydrographique de l'Adour fournit une délimitation des Pays de l'Adour. 
Ils comprennent ainsi la zone de montagne (des Pyrénées occidentales) où le fleuve Adour et ses affluents pyrénéens prennent leur source, et le piémont où se déposent, le long de leur cours, les alluvions fournis par l'érosion des Pyrénées.
Le tracé de la frontière franco-espagnole correspond, en principe, à la ligne de crête ou de partage des eaux et par suite délimite au sud le bassin versant des fleuves pyrénéens : Adour (excepté à l'ouest du Pays basque), Garonne (excepté au Val d'Aran) et son affluent l'Ariège, puis Aude (à l'est). Il s’agit ainsi de la limite sud des pays de l'Adour en Bigorre, Béarn, Soule et Basse-Navarre.
La Ténarèze, très ancienne voie (chemin) de circulation nord-sud jusqu'aux Pyrénées, via la vallée d'Aure, suit la ligne de partage des eaux entre le bassin de l'Adour et celui de la Garonne. Tracé (proto)historique de la limite entre les deux bassins hydrographiques, l'avantage de la Ténarèze fut de permettre les déplacements (y compris transhumance) sans devoir franchir de rivère. 

### Affluents pyrénéens de l'Adour
Les principaux affluents pyrénéens de l'Adour sont :
- l'Arros (à l'est) qui conflue (en rive droite) peu après Plaisance (Gers),
- les gave de Pau et gave d'Oloron qui se joignent à Peyrehorade, 10 km avant leur confluence (en rive gauche) avec l'Adour.
- La Nive qui conflue (en rive gauche) avec l'Adour à Bayonne, peu avant son estuaire.

En Haute-Bigorre, l'Adour résulte de la réunion des trois torrents de montagne nommés adour : adour de Payolle, adour du Tourmalet et adour de Lesponne.
Vers l'ouest, de nombreux cours d’eau (torrents de montagne) nommés gaves sont affluents directs ou indirects du gave de Pau ou du gave d'Oloron ; ce dernier a pour origine la confluence du gave d'Aspe et du gave d'Ossau (nom de deux vallées pyrénéennes du Béarn) à Oloron-Sainte-Marie. Le Lavedan, vallée et bassin du gave de Pau en amont de Lourdes, est lui localisé dans les Hautes-Pyrénées.

### Autres affluents de l'Adour
- Au nord, la Midouze est un affluent (rive droite) de l'Adour et résulte de la confluence (à Mont-de-Marsan) du Midou et de la Douze, nés dans le Gers.
- Le Bouès (source près de Capvern) est la seule rivière issue du plateau de Lannemezan qui est un affluent direct (rive droite) de l'Arros, donc (indirect) de l'Adour. Il passe à Marciac.

### Autres cours d’eau voisins
- La Baïse (Gers), dont plusieurs affluents homonymes sont issus du plateau de Lannemezan, est par contre un affluent (en rive gauche) de la Garonne comme le sont les rivières Gers et Neste.
- La Bidassoa, qui marque la frontière à l’ouest entre l'Espagne (Guipuscoa) et la France sur environ 10 km (jusqu'à son embouchure) est un fleuve côtier et non un affluent de l'Adour.

## Villes des Pays de l'Adour

### Villes et cours d’eau
Les villes principales sont traversées par des cours d'eau majeurs des pays de l'Adour.
Concernant le fleuve Adour, ces villes sont, de la source vers l’embouchure : Tarbes, Dax, Bayonne et Anglet.
Présentées par affluent de l'Adour, de la source vers sa confluence avec l'Adour, les autres villes sont : 
- Mont-de-Marsan pour la Midouze (à la confluence de Midou et Douze) ;
- Bayonne à la confluence de la Nive et l'Adour.
- Lourdes, Pau et Orthez pour le Gave de Pau ;
- Oloron-Sainte-Marie pour le Gave d'Oloron (à la confluence de gave d'Aspe et gave d'Ossau).

### Organisation administrative
Les préfectures Pau (Pyrénées-Atlantiques), Tarbes (Hautes-Pyrénées) et Mont-de-Marsan (Landes) sont situées dans les Pays de l'Adour, et traversées par l'Adour ou un de ses affluents majeurs ; il en est de même des sous-préfectures de ces départements :
- Bayonne (sur l'Adour) et Oloron-Sainte-Marie (sur le gave d'Oloron) pour les Pyrénées-Atlantiques
- Argelès-Gazost (au confluent du gave d'Azun et du gave de Pau) et Bagnères-de-Bigorre (sur l'Adour) pour les Hautes-Pyrénées :
- Dax (sur l'Adour) pour les Landes

Les communes du Gers traversées par l'Adour ou ses affluents, sont dans la partie ouest des arrondissements de Condom (Gers) ou de Mirande, sous-préfectures situées toutes deux sur la Baïse.
Le ressort de la Cour d'appel de Pau s'étend sur les départements des Landes, des Pyrénées-Atlantiques et des Hautes-Pyrénées. Les différents tribunaux sont à Dax et Mont-de-Marsan (Landes), à Bayonne, Pau et Oloron-Sainte-Marie (Pyrénées-Atlantiques), et à Tarbes (Hautes-Pyrénées).
Le tribunal administratif de Pau, qui traite notamment les contentieux d'urbanisme et d'environnement a pour ressort géographique quatre départements : les Landes, le Gers, les Pyrénées-Atlantiques et les Hautes-Pyrénées.

### Communautés d’agglomération
Les plus grandes agglomérations des Pays de l'Adour, désignées par leurs villes principales, sont : 
- Communauté d'agglomération Tarbes-Lourdes-Pyrénées, en Occitanie (région administrative)
- Communauté d'agglomération Pau Béarn Pyrénées, en Nouvelle-Aquitaine
- Agglomération Côte Basque-Adour (Bayonne), en Nouvelle-Aquitaine

Suivent celles de Mont-de-Marsan et Dax, en Nouvelle-Aquitaine. 
Oloron-Sainte-Marie et Orthez sont membres de communautés de communes.

### Réseaux de villes
Les réseaux de villes sont une politique d'aménagement du territoire encouragée par la DATAR à partir de 1991.
En avril 1992, misant sur leur proximité (20 à 40 km) et leur complémentarité, Pau, Tarbes et Lourdes ont adopté le projet de création d'un réseau de villes, avec l'ambition de jouer le rôle de métropole du piémont pyrénéen. Par le nombre d'habitants, cet ensemble se situe alors dans les trente premiers ensembles urbains en France ; dans le Sud-Ouest il est proche de Montpellier, derrière les métropoles Bordeaux et Toulouse.
La volonté est de mieux exister à côté des grandes métropoles régionales Bordeaux et Toulouse, alors que Pau (alors en Aquitaine (ancienne région), devenue ensuite Nouvelle-Aquitaine) et Tarbes et Lourdes (alors en Midi-Pyrénées, devenue ensuite Occitanie (région administrative)) sont géographiquement excentrées dans leur région respective. L'objectif est de s'appuyer sur les domaines points forts de l’économie locale, de rapprocher les établissements d'enseignement supérieur (présents à Pau et Tarbes), ainsi que les deux aéroports, et d'améliorer les transports routiers notamment transpyrénéens (dont tunnel routier du Somport).

## Économie

### Agriculture
Le vignoble des pays de l'Adour fait partie du vignoble de Gascogne. Il est situé principalement dans le piémont pyrénéen. Les vins AOC sont : 
Autour de l'Adour, 
- Tursan au sud de l'Adour (Landes et Gers). Vin (rouge, rosé et blanc) classé AOC depuis 2011.
- Saint-Mont au sud-ouest du Gers. Vin (rouge, rosé et blanc) classé AOC depuis 2011.
- Madiran, dans le Vic-Bilh, dans les coteaux qui dominent le coude formé par l'Adour, côté rive gauche. Vin rouge classé AOC depuis 1948.
- Pacherenc du Vic-Bilh, dans la même aire que le Madiran. Vin blanc moelleux classé AOC depuis 1948.

Piémont pyrénéen béarnais :
- Jurançon, entre le gave de Pau et le gave d'Oloron. Vin blanc classé AOC depuis 1936 (doux) et 1975 (sec).
- Béarn, sur les terrasses du gave de Pau autour de Bellocq. Le Béarn rosé est aussi produit dans l'aire du Madiran, les Béarn rouge ou rosé dans l'aire du Jurançon. Vin (rouge, rosé et blanc) classé AOC depuis 1975, appellation Béarn-Bellocq classée AOC depuis 1991.

Piémont pyrénéen basque :
- Irouléguy, en Basse-Navarre. Vins (rouge, rosé et blanc) classés AOC depuis 1970.

Les pays ruraux autour du Val d'Adour ont entrepris à la fin du XXe siècle d’écrire une histoire commune, en mettant en commun leurs ressemblances.
Le livre « Révolution silencieuse en pays d'Adour » décrit les adaptations majeures réalisées depuis le milieu du XXe siècle par l'agriculture dans le Vic-Bilh et la Rivière-Basse (et le pays d'Aignan), situés au croisement de trois départements (les Pyrénées-Atlantiques, les Hautes-Pyrénées et le Gers), et qui sont une partie des pays de l'Adour où l'agriculture reste une activité principale.

### Pays de l'Adour, territoire économique
La coupure administrative entre deux régions (depuis 1972) et plusieurs département français « ne correspond pas à la réalité » d'une communauté économique « de Tarbes à Bayonne et de Lourdes à Dax », qui fait des pays de l'Adour le troisième pôle d’emploi du grand Sud-Ouest .
Une identité est présente, bâtie notamment autour de grandes filières : la métallurgie (aéronautique) ; l'industrie agroalimentaire (maïs, volailles, produits laitiers, jambon de Bayonne) ; l'industrie chimique autour du gisement de gaz de Lacq ; le tourisme. Or, dans les Pays de l'Adour a existé le sentiment de ne pas être reconnus ni entendus à Bordeaux et à Toulouse et de passer après les deux métropoles régionales ; les chefs d'entreprise l’ont exprimé en 2000, sans toutefois demander alors une nouvelle région administrative, plutôt la reconnaissance comme « pôle d'équilibre » entre ces métropoles régionales et les régions voisines espagnoles.
Des lois ultérieures ont permis la création en France de « pôles » : Pôle métropolitain (depuis 2011, pour favoriser la coopération entre grandes agglomérations proches) ou bien Pôle d'équilibre territorial et rural (depuis 2014, coopération entre territoires ruraux et villes moyennes).
Si la frontière entre Béarn (Pyrénées-Atlantiques) et Bigorre (Hautes-Pyrénées) est virtuelle pour diverses entreprises, dont la coopérative agricole Euralis, la frontière régionale (située au même endroit) induit des distorsions au sein d'un même bassin de vie, de part et d’autre de cette frontière, du fait de politiques différenciées au niveau régional selon que l'on se trouve en Nouvelle-Aquitaine ou en Occitanie (région administrative).

### Energie
Deux ressources locales (gaz, énergie hydroélectrique) sont particulièrement notables :
- A côté des applications en industrie chimique, le gaz du gisement de Lacq, a longtemps alimenté en énergie toute la France, et en particulier une centrale électrique thermique (à gaz) fournissant localement l'électricité nécessaire à l'usine d'aluminium Péchiney près de Pardies.
- La Société hydroélectrique du Midi (SHEM) exploite plusieurs centrales hydroélectriques à partir de barrages situés dans les Pyrénées. Historiquement, leur première fonction a été d'alimenter en électricité les chemins de fer (SNCF).

## Transports

### Autoroutes
Trois autoroutes françaises traversent les pays de l'Adour :
- L'autoroute A63 (France) (dite autoroute de la Côte basque, ou des Landes) relie Bordeaux, via Bayonne, à Biriatou (à la frontière franco-espagnole) et se raccorde avec l'autoroute AP-8 (Espagne)
- L'autoroute A64 (France) (dite La Pyrénéenne) relie Bayonne à Toulouse, via Pau et Tarbes
- L'autoroute A65 (France) (dite autoroute de Gascogne) relie Pau à Langon (Gironde) (et à Bordeaux via l'autoroute A62 (France), dite autoroute des deux mers, entre Langon et Bordeaux) ; c’est l'une des autoroutes les plus chères de France[16].

### Lignes de train
Historiquement, la compagnie des chemins de fer du Midi a été la première société concessionnaire, suivie de la SNCF créée en 1938. Aujourd'hui,
- Les trains grandes lignes depuis Bordeaux, à destination de Hendaye (via Bayonne) ou bien Tarbes (via Pau) empruntent une ligne commune jusqu'à Dax puis deux branches séparées, vers le pays basque ou bien le Béarn.
- La ligne de trains inter-régionaux (Intercités) de Hendaye à Toulouse (via Bayonne) passe par Pau et Tarbes.
- Les trains express régionaux (TER Nouvelle-Aquitaine) depuis Bayonne (ou Bordeaux) vers Pau vont jusqu'à Tarbes.

### Traversée des Pyrénées

#### Autoroutes et voies ferrées
Les Pyrénées sont un massif compact, difficilement franchissable ailleurs qu’à ses deux extrémités où se concentrent 95 % du trafic routier lourd. Les lignes ferroviaires sont aussi situées aux deux extrémités de la chaîne, depuis la fermeture de la ligne de Pau à Canfranc (frontière) :
- (côté méditerranéen) Le Perthus : autoroute A9 (France) au col du Perthus, et tunnel du Perthus ferroviaire
- (côté atlantique) autoroute A63 (France) (frontière à Biriatou) et ligne ferroviaire (frontière située sur la Bidassoa entre Hendaye et Irun)

#### Accès routiers
Dans les pays de l'Adour, le tunnel routier du Somport permet le franchissement des Pyrénées depuis la vallée d'Aspe. Le tunnel Aragnouet-Bielsa le permet depuis la vallée d'Aure. Ces deux itinéraires sur route sont empruntés par de nombreux camions, avec une cohabitation difficile pour les riverains.
Deux cols transpyrénéens, le col du Pourtalet (vallée d'Ossau) et le col du Somport (vallée d'Aspe), permettent un accès routier fonction de l’enneigement.

### Aéroports
En dehors des aérodromes militaires (bases aériennes), trois principaux aéroports existent au sud de la région, près de chacune des grandes communautés d’agglomération :
- L'aéroport de Pau-Pyrénées (en Béarn) et l'aéroport de Tarbes-Lourdes-Pyrénées (en Bigorre), distants d’une quarantaine de kilomètres
- Sur la côte basque, l'aéroport de Biarritz-Pays basque

## Médias locaux et régionaux
Un inventaire des médias locaux d'information en France, au-delà des titres les plus connus, est en cours de recensement.
Concernant les quotidiens, on distingue fréquemment presse régionale et presse départementale. En fait, la répartition des éditions locales d'un quotidien régional tient compte de celle des principales villes et des bassins de vie, de même que les quotidiens dits départementaux peuvent fournir des informations locales au-delà des limites administratives. 

### Presse

#### Quotidiens
- Sud Ouest (siège à Bordeaux, éditions locales)
- La République des Pyrénées et Éclair Pyrénées (siège à Pau)
- La Dépêche du Midi (siège à Toulouse, éditions locales)
- La Nouvelle République des Pyrénées (siège à Tarbes)

#### Hebdos
- La Semaine des Pyrénées[19] (siège à Tarbes)

### Internet
- Presse Lib’[20] (pays de l'Adour ; siège à Pau)

### Radios
- Réseau France Bleu : Pays Basque ; Béarn Bigorre (succède à France Bleu Béarn en 2020) ; Gascogne (Landes, ouest Gers, Hautes-Pyrénées)
- Ràdio País (Béarn, Bigorre et Gers ; certaines émissions en gascon)
- La Voix du Béarn, radio associative, certaines émissions en gascon béarnais

### Télévision
- TVPI (Landes, Pyrénées-Atlantiques)

## Culture, éducation

### Enseignement supérieur

#### Université
L'Université de Pau et des pays de l'Adour (UPPA) fondée par décret présidentiel de 1970, est l’héritière directe de l’antenne de droit (de l'université de Bordeaux) ouverte à Pau en 1946, de l'institut des lettres et sciences humaines ouvert à Pau en 1958 et d'un collège scientifique créé l’année suivante. Elle a depuis développé les filières en droit, en lettres, langues et sciences humaines, et en sciences. Le campus principal est à Pau (Pyrénées-Atlantiques), en Béarn ; l’université est implantée aussi à Bayonne et Anglet (Pyrénées-Atlantiques) au Pays basque, Tarbes (Hautes-Pyrénées) et Mont-de-Marsan (Landes).
Le nombre d'étudiants a augmenté de 4 500 en 1975 à 8 200 en 1987 ; à la rentrée 2018, l'UPPA accueille  
plus de 13000 étudiants, majoritairement originaires de la région. Cependant, dans son bassin de recrutement (similaire aux Pays de l'Adour), il existe une concurrence avec les universités présentes à Bordeaux et Toulouse, grandes villes universitaires et métropoles régionales respectivement de Nouvelle-Aquitaine et d'Occitanie, situées à 200 km de Pau. Le choix des étudiants est fonction des filières d'études et tient compte aussi de la proximité et des liaisons de transport.
L'UPPA accueille aussi des étudiants étrangers, et développe ses relations avec les universités des régions voisines en Espagne.

#### Ecoles
Ecoles d'ingénieurs (les 4 écoles font partie des 205 écoles d'ingénieurs françaises habilitées au 1er septembre 2018 à délivrer un diplôme d'ingénieur) :
- L'École nationale supérieure en génie des technologies industrielles (ENSGTI), située à Pau est rattachée à l'UPPA
- L'École internationale des sciences du traitement de l'information (EISTI), située à Pau, délivre un diplôme dans deux spécialités : génie mathématique et génie informatique.
- L'École nationale d'ingénieurs de Tarbes (ENIT), située à Tarbes, forme aux métiers de l'ingénierie mécanique et industrielle.
- L'École supérieure des technologies industrielles avancées (ESTIA), située à Bidart, dépend de la Chambre de commerce et d'industrie de Bayonne Pays basque.

L'École supérieure de commerce de Pau (ESC Pau Business School) dépend de la Chambre de commerce et d'industrie Pau Béarn. 

Deux écoles supérieures d'art sont présentes dans les pays de l'Adour :
- L'école supérieure d’art des Pyrénées (ESAP) est née de la réunion des écoles d'Art de Pau (design graphique multimedia) et de Tarbes (art et céramique), avec un site[22] dans chaque ville.
- L'école supérieure d'art Pays basque (ESAPB) est implantée, pour sa part, à Bayonne et Biarritz.

### Sociétés savantes

#### Pays basque, Béarn, Bigorre, Landes
Ces sociétés savantes ont leur siège dans les pays de l'Adour ; elles publient des revues régionales :
- La Société des sciences, lettres et arts de Pau et du Béarn, dont le siège est à Pau (Pyrénées-Atlantiques), a pour objet : "œuvrer à la production et à la diffusion des connaissances nouvelles relatives au Béarn dans tous les domaines."[23]. Elle publie la « Revue de Pau et du Béarn ».
- La Société des sciences, lettres et arts de Bayonne, dont le siège est à Bayonne (Pyrénées-Atlantiques), a pour objet : "encourager l'étude des faits concernant les sciences, les lettres, les arts et les études régionales dans le sud-ouest de la France qui ont trait en particulier à l'histoire, l'archéologie, la géographie, l'économie et la sociologie de cette région."[24]. Elle publie la « Revue d'histoire de Bayonne, du Pays Basque et du Bas-Adour ».
- Le musée basque et de l'histoire de Bayonne est consacré au Pays basque en France. Situé à Bayonne, il publie le « Bulletin du musée basque ».
- La Société de Borda, dont le siège est à Dax (Landes), a pour objet : "réunir tout ce qui concerne les Landes et les régions limitrophes (Gascogne occidentale) : histoire, archéologie, littérature, Gascon, économie, géographie, botanique, ethnologie…"[25]. Elle publie le « Bulletin de la Société de Borda ».
- La Société académique des Hautes-Pyrénées, dont le siège est à Tarbes (Hautes-Pyrénées)[26].

#### Gers
La Société archéologique du Gers, dont le siège est à Auch (Gers), a pour objet : ("dans le cadre de l'ancienne province de Gascogne") "étude des pays de Gascogne qui ont formé le département du Gers". Elle publie le « Bulletin de la Société archéologique, historique, littéraire et scientifique du Gers ».
La Société historique de Gascogne a été une société savante consacrée à l'histoire et à l'archéologie de la province ecclésiastique d'Auch. Elle a publié la « Revue de Gascogne » et les « Archives historiques de la Gascogne ».

### Fédération archéologique
La Fédération archéologique des Pyrénées occidentales et des Landes regroupe : 
- Groupe archéologique des Pyrénées occidentales (départements Pyrénées-Atlantiques et Hautes-Pyrénées)
- Groupe de recherches archéologiques du pays basque eusko arkeologia
- Centre de recherches archéologiques sur les Landes

Ces trois associations coéditent la revue « Archéologie des Pyrénées occidentales et des Landes » ainsi que des numéros hors-série, comme celui sur les collections archéologiques issues des fouilles de Brassempouy.